# Louise de Hesse-Cassel
Titre
Reine consort de Danemark
15 novembre 1863 – 29 septembre 1898
(34 ans, 10 mois et 14 jours)
Signature
Louise de Hesse-Cassel (en allemand : Louise von Hessen-Kassel), née le 7 septembre 1817 à Cassel (Électorat de Hesse) et morte le 29 septembre 1898 au palais de Bernstorff à Gentofte (Danemark) fut reine consort de Danemark de 1863 à 1898.
Fille du prince dano-allemand Guillaume de Hesse-Cassel-Rumpenheim et de la princesse Louise-Charlotte de Danemark, sœur cadette du roi Christian VIII, la reine Louise est la sœur du landgrave Frédéric de Hesse-Cassel qui renonça à ses droits au trône danois en sa faveur en 1851. Elle épouse le prince Christian de Schleswig-Holstein-Sonderbourg-Glücksbourg en 1842. Celui-ci monte sur le trône de Danemark en 1863.
Peu après, éclate la Guerre des duchés au terme de laquelle le nouveau souverain danois doit abandonner le Schleswig et le Holstein à la Prusse et à l'Autriche. La famille royale danoise en conservera une profonde prussophobie.
Quatre de ses enfants sont devenus monarques, montant sur les trônes (directement ou en tant que consort) du Danemark, du Royaume-Uni, de Russie et de Grèce. Un cinquième, sa fille Thyra, serait devenue reine de Hanovre si le royaume de son mari n'avait pas été annexé par la Prusse avant le début de son règne. La grande réussite dynastique des six enfants n'était pas due, en grande partie, à Christian IX mais aux ambitions dynastiques de Louise. Certains les ont comparées à celles de la reine Victoria du Royaume-Uni.
Parmi les petits-enfants de Louise, on compte Nicolas II de Russie, Constantin Ier de Grèce, George V du Royaume-Uni, Christian X de Danemark et Haakon VII de Norvège. Aujourd'hui, la plupart des familles royales d'Europe, régnantes ou ayant régné, sont des descendants directs de Louise.

## Biographie

### Famille et jeunesse
Troisième fille de Guillaume de Hesse-Cassel-Rumpenheim, petit-fils du landgrave de Hesse-Cassel Frédéric II et de Marie de Grande-Bretagne, général de l'armée danoise et futur gouverneur de Copenhague, et de la princesse Louise-Charlotte de Danemark, sœur du roi Christian VIII, Louise de Hesse-Cassel naît le 7 septembre 1817 à Cassel en Allemagne.
Elle est la sœur cadette de Marie-Louise-Charlotte de Hesse-Cassel, épouse du prince Frédéric-Auguste d'Anhalt-Dessau, et la sœur aînée du landgrave Frédéric de Hesse-Cassel, qui renonce à ses droits au trône danois en sa faveur, et d'Augusta-Sophie-Frédérique de Hesse-Cassel, épouse du baron Carl Frederik Axel Bror von Blixen-Finecke.
En tant que nièce du roi Christian VIII, qui règne sur le Danemark de 1839 à 1848, Louise est très bien placée dans l'ordre de succession après plusieurs membres âgés et sans enfants de la maison royale du Danemark. Durant leur enfance, son frère, ses sœurs et elle-même sont les plus proches parents du roi susceptibles d'avoir des héritiers. Il devient alors de plus en plus évident que la succession traditionnelle en lignée masculine pourrait prendre fin d'ici une génération, le prince héritier Frédéric étant sans enfant malgré deux mariages. Louise est l'une des descendantes de Frédéric III de Danemark, et elle bénéficie donc des dispositions de la succession agnatique-cognatique danoise selon la loi du roi en cas d'extinction de la lignée masculine de Frédéric III.
Louise et ses frères et sœurs ne sont en revanche pas des descendants agnatiques de la maison d'Oldenbourg. Louise n'est donc pas éligible pour hériter du duché de Holstein - qui était sous succession agnatique. Cela menace donc l'existence continue de la monarchie commune entre le Danemark et les deux duchés. Le Danemark et le duché de Schleswig suivent tous deux les règles de succession de la loi royale, donnant à Louise une forte prétention au trône danois.

### Mariage

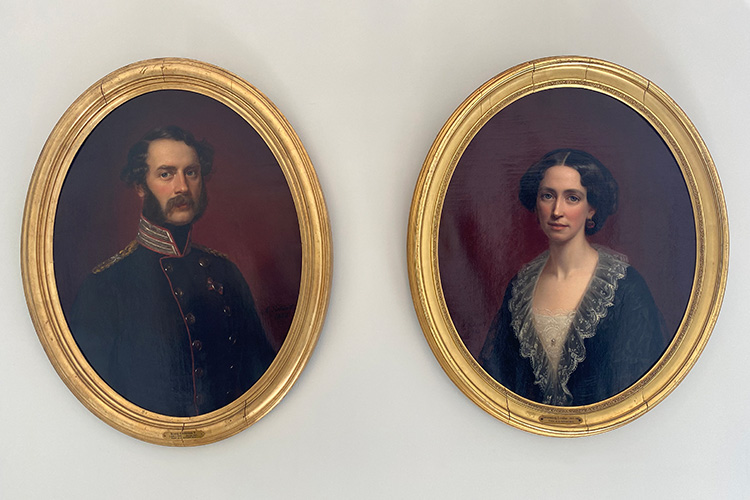
Le prince Christian et la princesse Louise dans les années 1840.

Le 12 mai 1842 au palais Frédéric VIII d’Amalienborg à Copenhague, la princesse Louise épouse le prince Christian de Schleswig-Holstein-Sonderbourg-Glücksbourg, fils cadet du duc Frédéric-Guillaume de Schleswig-Holstein-Sonderbourg-Glücksbourg et de la princesse Louise-Caroline de Hesse-Cassel, elle-même fille du prince Charles de Hesse-Cassel et de Louise de Danemark. Le prince Christian et la princesse Louise sont tous deux arrière-petits-enfants du roi Frédéric V de Danemark et du landgrave Frédéric II de Hesse-Cassel et ils sont donc doubles cousins au second degré.
De cette union naissent six enfants :
- Frédéric VIII de Danemark (3 juin 1843 - 14 mai 1912) épouse en 1868 la princesse Louise de Suède.

- Alexandra de Danemark (1er décembre 1844 - 20 novembre 1925), épouse en 1863 Édouard VII du Royaume-Uni.

- Guillaume de Danemark (24 décembre 1845 - 18 mars 1913), roi des Hellènes en 1863 sous le nom de Georges Ier, roi des Hellènes, épouse en 1868 Olga Constantinova de Russie.

- Dagmar de Danmark (26 novembre 1847 - 13 octobre 1928) épouse en 1866 Alexandre III de Russie.

- Thyra de Danemark (29 septembre 1853 - 26 février 1933), épouse en 1878 Ernest-Auguste de Hanovre, 3e duc de Cumberland.

- Valdemar de Danemark (27 octobre 1858 - 14 janvier 1939), épouse la princesse Marie d'Orléans.

Le mariage combine les faibles prétentions au trône de Christian avec les prétentions supérieures de Louise. Le couple mène une vie de famille tranquille, mais leurs prétentions au trône sont contestées pendant plus d'une décennie. Les prétentions au trône de Louise sont contestées par la maison de Schleswig-Holstein-Sonderbourg-Augustenbourg qui détient la plus forte prétention au trône du Holstein et une prétention subsidiaire aux trônes du Danemark et du Schleswig. La maison d'Augustenbourg affirme que la loi royale est purement agnatique et se présente comme une opportunité de préserver la monarchie indivisée. En 1847, le roi Christian VIII décide toutefois que le trône passera au prince Christian de Glücksbourg au cas où le prince héritier Frédéric n'aurait pas de fils dynastes. Ce choix est communiqué aux grandes puissances d'Europe. La situation reste controversée et la succession est l'une des principales raisons de la rébellion de la maison d'Augustenbourg contre le Danemark lors de la Première guerre de Schleswig de 1848 à 1851. Cette maison est par conséquent rayée de la ligne de succession. Cela confirme que le prince Christian de Glücksbourg deviendra le prochain monarque. La mère et les frères et sœurs de Louise renoncent en sa faveur à leurs droits sur le trône danois et Louise elle-même renonce à ses droits en faveur de son mari. En 1852, cet ordre de succession est confirmé par les pays nordiques et les puissances étrangères à Londres. Les enfants de Christian et Louise sont désormais les héritiers du trône danois à la fois en raison du respect de la loi royale et du traité international. Cela résout le problème de la succession à la couronne danoise, mais pas celui des futures relations du Danemark avec les duchés germaniques de Schleswig et Holstein. La loi historique de succession de Holstein est salique, donc exclusivement masculine, et ne peut pas être facilement conciliée avec la revendication de Christian tant que les Augustenbourg survivent et que la Prusse se présente comme le champion du nationalisme allemand. En 1853, le Danemark devient une monarchie constitutionnelle et le Parlement amende la loi danoise sur la succession en proclamant Christian comme le prince héréditaire de Danemark, garantissant ainsi qu'il succéderait au trône à la mort du roi Frédéric VII (à moins que l'oncle du roi, le prince Ferdinand, ne survive à son neveu). Le roi signe la loi le 3 juillet 1853.
Louise désapprouve le mariage non dynastique de Frédéric VII avec Louise Rasmussen et le roi désapprouve la succession de Christian. Les deux couples entretiennent ainsi des relations tendues et passent peu de temps ensemble.

### Reine de Danemark

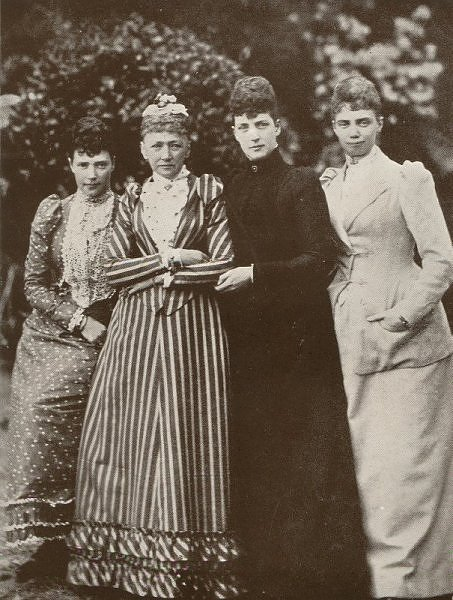
La reine Louise et ses trois filles en 1882.

Le 15 novembre 1863, Frédéric VII meurt et Christian devient roi de Danemark. Peu après, éclate la Guerre des duchés au terme de laquelle le nouveau souverain danois doit abandonner le Schleswig et le Saxe-Lauenbourg à la Prusse et à l'Autriche. Deux ans plus tard, la Prusse annexe au terme de la guerre contre l'Autriche, le Holstein, mais aussi le royaume de Hanovre et la Hesse-Cassel. La famille royale danoise en conservera une profonde prussophobie.
La relation entre Louise et Christian semble avoir été au moins en partie un mariage d'amour, et est décrite comme heureuse : elle le soutient dans sa lutte pour être reconnu comme héritier présomptif du trône du Danemark, et le couple s'attache fortement l'un à l'autre pendant les années de lutte pour la succession. Sa loyauté est d'une grande importance pour Christian, et il est décrit comme dépendant de son intelligence, de son jugement et de sa force psychologique, qui sont considérés comme supérieurs aux siens. Leur style de vie est décrit comme simple et puritain, et comme cela correspond à la vision contemporaine d'une vie de famille exemplaire, la famille royale est considérée comme un modèle de moralité. Pour cette raison, la grossesse de sa fille célibataire Thyra en 1870 devint un fardeau ; Louise prend le contrôle de la situation et la cache au public en envoyant Thyra accoucher à l'étranger, faisant de l'affaire un secret de famille.

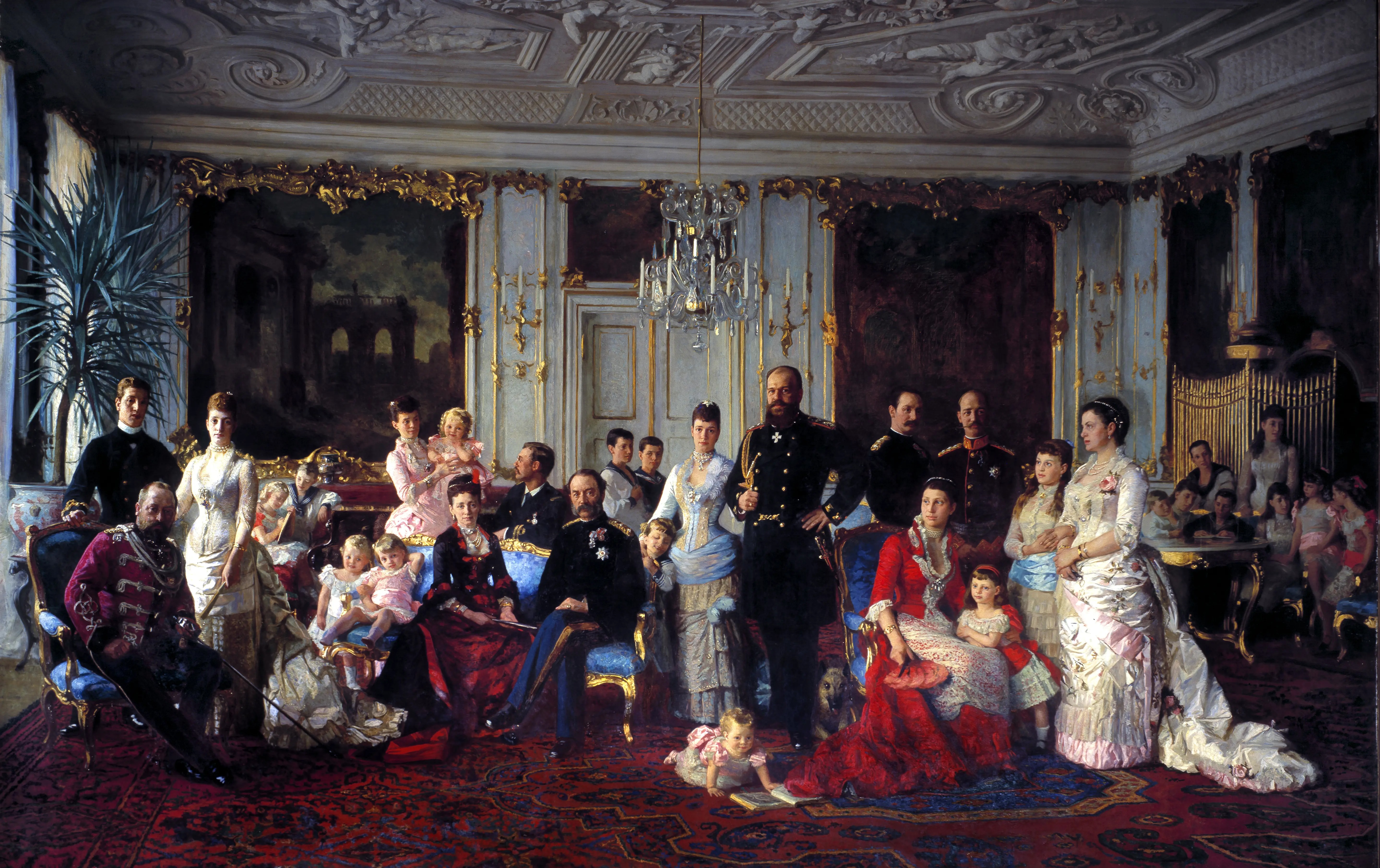
Christian IX et Louise et leur famille au palais de Fredensborg en 1883 par Laurits Tuxen.

En tant que reine, Louise vit isolée du peuple et ne cherche pas de relation ni de reconnaissance de la part du public. Elle ne prend aucune part aux affaires de l'État et ses intérêts politiques se concentrent sur l'arrangement de mariages dynastiques pour ses enfants en accord avec ses opinions anti-allemandes. Les mariages prestigieux de ses enfants assurent le statut international de la dynastie, liant le Danemark à la Grande-Bretagne, à la Russie, à la Suède et à la Grèce. Le grand succès dynastique des six enfants du couple est dans une large mesure le résultat des propres ambitions de Louise plutôt que des efforts de son mari. Certains comparent les capacités dynastiques de Louise à celles de la reine Victoria. Connue sous le nom de « Belle-mère de l'Europe », ses réunions de famille annuelles aux palais de Bernstorff et de Fredensborg attirent chaque année davantage d'attention et font d'elle un symbole populaire de la vie de famille.
Louise est profondément conservatrice et son travail caritatif est interprété comme une peur du socialisme et du mouvement ouvrier croissant. Elle soutient vingt-six organisations caritatives différentes. Parmi elles se trouvent l'école des servantes de la princesse héritière Louise et l'hôpital pour enfants de la reine Louise. En 1857, elle inaugure un orphelinat pour jeunes filles les préparant à une vie de domestique, ce qui illustre ses idéaux profondément conservateurs. Son projet le plus connu, et qu'elle considère elle-même comme le plus important, est l'introduction de la profession de diaconesse au Danemark en 1863. En 1891, elle encourage la création d'écoles dans les quartiers ouvriers de Copenhague. Elle crée une fondation en 1881 soutenant les domestiques en fournissant une aide financière aux malades, aux personnes au chômage et à la retraite.
Elle s'intéresse à la musique et à la peinture. Elle est la mécène d'artistes tels qu'Elisabeth Jerichau-Baumann. Certaines de ses peintures sont exposées et offertes aux membres d'autres dynasties royales.
Au cours de ses dernières années, elle devient sourde et infirme, et deux diaconesses de l'institution qu'elle a fondée prennent soin d'elle. La reine Louise meurt paisiblement au palais de Bernstorff à l'âge de 81 ans le 29 septembre 1898 et est inhumée dans la cathédrale de Roskilde le 15 octobre 1898. Louise fut reine consort du Danemark pendant trente-cinq ans, plus longtemps que toute autre reine danoise avant elle.

## Honneurs

### Honneurs nationaux
- 7 septembre 1883 : dame grand-commandeur honoraire de l'ordre de Dannebrog [1]
- 26 mai 1892 : dame de l'ordre de l'Eléphant [1]

### Honneurs étrangers
- 10 avril 1865 : grand-croix de l'ordre impérial de Saint-Charles
- 25 janvier 1878 : dame de l'ordre de la Reine Marie-Louise [2]
- 30 avril 1884 : dame de l'ordre du Lion d'or
- 12 avril 1892 : grand cordon de l'ordre de la Couronne précieuse [3]
- Dame de l'ordre royal de Sainte-Isabelle de Portugal [1]
- Dame grand-croix de l'ordre de Sainte-Catherine [1]
- dame de l'ordre royal de Victoria et Albert, première classe [4]
- Dame de justice du Très vénérable ordre de Saint-Jean